# Yeniayridzha
Yeniayridzha (azerbajdzjanska: Yeni Əyricə) är en ort i Azerbajdzjan.   Den ligger i distriktet Bərdə Rayonu, i den centrala delen av landet, 220 km väster om huvudstaden Baku. Yeniayridzha ligger 28 meter över havet och antalet invånare är 1 572.
Terrängen runt Yeniayridzha är platt. Närmaste större samhälle är Barda, 10,8 km sydväst om Yeniayridzha.
Omgivningarna runt Yeniayridzha är en mosaik av jordbruksmark och naturlig växtlighet. Runt Yeniayridzha är det ganska tätbefolkat, med 129 invånare per kvadratkilometer.